# Zlatý míč 1958
Zlatý míč, cenu pro nejlepšího fotbalistu Evropy dle mezinárodního panelu sportovních novinářů, v roce 1958 získal francouzský fotbalista Raymond Kopa. Šlo o třetí ročník ankety, organizoval ho časopis France Football a výsledky určili sportovní publicisté ze 16 zemí Evropy.

## Pořadí
| Pořadí | Hráč                   | Reprezentace    | Kluby                      | Body |
| ------ | ---------------------- | --------------- | -------------------------- | ---- |
| 1      | Raymond Kopa           | Francie         | Real Madrid                | 71   |
| 2      | Helmut Rahn            | Západní Německo | Rot-Weiss Essen            | 40   |
| 3      | Just Fontaine          | Francie         | Stade de Reims             | 23   |
| 4      | John Charles           | Wales           | Juventus Turín             | 15   |
|        | Kurt Hamrin            | Švédsko         | ACF Fiorentina             | 15   |
| 6      | Billy Wright           | Anglie          | Wolverhampton Wanderers FC | 9    |
| 7      | Johnny Haynes          | Anglie          | Fulham FC                  | 7    |
| 8      | Harry Gregg            | Severní Irsko   | Manchester United          | 6    |
|        | Horst Szymaniak        | Západní Německo | Wuppertaler SV             | 6    |
|        | Nils Liedholm          | Švédsko         | AC Milan                   | 6    |
| 11     | Colin McDonald         | Anglie          | Burnley FC                 | 5    |
| 12     | Gunnar Gren            | Švédsko         | Örgryte IS                 | 4    |
|        | Francisco Gento        | Španělsko       | Real Madrid                | 4    |
| 14     | Lev Jašin              | SSSR            | Dynamo Moskva              | 3    |
|        | Vujadin Boškov         | Jugoslávie      | FK Vojvodina Novi Sad      | 3    |
|        | Valentin Ivanov        | SSSR            | FK Torpedo Moskva          | 3    |
|        | Bengt Gustavsson       | Švédsko         | Atalanta Bergamo           | 3    |
|        | Luis Suárez Miramontes | Španělsko       | FC Barcelona               | 3    |
| 19     | Bruno Nicolè           | Itálie          | Juventus Turín             | 2    |
|        | Danny Blanchflower     | Severní Irsko   | Tottenham Hotspur FC       | 2    |
|        | Ivan Kolev             | Bulharsko       | CDNA Sofia                 | 2    |
|        | Lennart Skoglund       | Švédsko         | Inter Milano               | 2    |
|        | Ladislav Novák         | Československo  | Dukla Praha                | 2    |
|        | Orvar Bergmark         | Švédsko         | Örebro SK                  | 2    |
| 25     | Gerhard Hanappi        | Rakousko        | Rapid Vídeň                | 1    |
|        | Giampiero Boniperti    | Itálie          | Juventus Turín             | 1    |